# Jardel
Mário Jardel Almeida Ribeiro, noto semplicemente come Jardel (Fortaleza, 18 settembre 1973), è un ex calciatore brasiliano, di ruolo attaccante.
Punta dallo spiccato senso del gol, è stato uno degli attaccanti più prolifici di fine anni novanta e primi anni 2000. Ha vinto la Scarpa d'oro nel 1999 e nel 2002, oltre alla classifica marcatori della Primeira Liga per ben cinque volte. È l'unico calciatore della storia ad essersi laureato capocannoniere sia in Copa Libertadores (1995) che in Champions League (1999-2000).
Ha militato in squadre di 11 nazioni diverse (Brasile, Portogallo, Turchia, Inghilterra, Italia, Argentina, Spagna, Cipro, Australia, Bulgaria ed Arabia Saudita), segnando più di 450 gol in totale. Con la Nazionale brasiliana Under-20 ha vinto il Mondiale Under-20 del 1993. Con la Nazionale maggiore ha totalizzato 10 presenze, di cui una nella Copa America del 2001.
Nel 2012 ha annunciato il suo ritiro dal calcio giocato; in seguito ha iniziato a studiare per ottenere il patentino da allenatore.

## Carriera

### Club

#### In Brasile
Esordì nel calcio professionistico col Vasco da Gama; trasferitosi nel 1995 al Grêmio, vinse la Coppa Libertadores e fu capocannoniere della manifestazione.
Vinse anche la Recopa Sudamericana prima di trasferirsi in Europa.

#### In Europa
Jardel passò al Porto nell'estate 1996 e subito passò alla ribalta per le sue doti realizzative.
In quattro anni al Porto si impose come uno dei massimi goleador europei: in 169 partite segnò 166 reti, superando la media di un gol a partita nel solo campionato portoghese (125 partite e 130 gol). Fu sempre capocannoniere del campionato portoghese e due volte miglior marcatore europeo: nel 1998-1999 il primato gli valse la scarpa d'oro, premio che, a causa dei coefficienti, la stagione successiva andò a Kevin Phillips, autore di sei gol in meno.
Col Porto vinse i primi tre campionati e le supercoppe del 1996, 1998, 1999.

#### Galatasaray
Venne acquistato dal Galatasaray nel 2000. In Turchia si dimostrò ancora grande cannoniere, con 22 reti in 24 partite, sebbene non avesse giocato tutto il campionato. Vinse la supercoppa nazionale e fu protagonista della conquista della Supercoppa Europea, segnando 2 reti (di cui la seconda il Golden gol) al Real Madrid nella partita del 25 agosto 2000.

#### Sporting Lisbona
Tornato in Portogallo, allo Sporting Lisbona, si riconfermò per la quinta volta capocannoniere del campionato, che vinse per la quarta volta. In questa stagione fissa il suo primato personale con 42 reti in 30 partite, che gli fanno vincere tra l'altro la seconda Scarpa d'oro come miglior bomber dei campionati europei.

#### Il declino
Jardel ebbe una battuta d'arresto l'anno successivo con 19 partite (pur con 11 reti), cadendo nel vortice della droga a causa della mancata convocazione nel Brasile per il Mondiale 2002 e della separazione con la moglie. Tentò poi l'avventura inglese al Bolton Wanderers nel 2003, a gennaio 2004 passò all'Ancona, senza andare oltre a tre presenze, condite da numerose polemiche relative al suo stato di forma. Dopo la rescissione del contratto con la squadra dorica, nel 2004-2005 fece poche apparizioni al Newells Old Boys e all'Alaves nella seconda divisione spagnola.
Nel gennaio 2006 passò ad una squadra brasiliana di prima divisione, il Goiás. Nell'estate 2006 si è trasferito nel neopromosso Beira-Mar, nella Superliga portoghese. Perse 8 chili nel pre-campionato, grazie al preparatore atletico della squadra, e nelle prime 4 giornate di campionato segnò 2 gol. Nelle restanti otto partite disputate andò a segno solo una volta. Lasciò il Portogallo nel gennaio 2007, per firmare un contratto di cinque mesi con l'Anorthōsis, squadra cipriota, con opzione per la stagione a venire.
Nell'agosto 2007 Jardel ha lasciato Cipro e ha provato l'esperienza australiana con i Newcastle Jets, squadra che milita nella prima divisione.
Il 27 aprile 2008 Jardel afferma alla televisione brasiliana di aver problemi con la cocaina da diversi anni. Ha dichiarato, inoltre, di tenersene lontano da due mesi e che si sta allenando per trovare un nuovo ingaggio, magari in una grande squadra.
Il 29 giugno 2008 firma per il Criciúma. A febbraio 2009, è stato ingaggiato dal Ferroviário, mentre nel 2010 è al Flamengo-PI squadra di serie D brasiliana.
Il 29 giugno 2010 si trasferisce in Bulgaria al Černo More Varna, con cui firma un contratto annuale. La sua prima rete in campionato con la nuova maglia
arriva il 31 ottobre 2010 nella vittoria casalinga per 1-0 contro il Lokomotiv Sofia.
A fine novembre 2010 si svincola dal club bulgaro e dopo un mese firma per una stagione con il Rio Negro militante nel campionato locale dell'Amazzonia. Nel 2011 ha raggiunto un accordo con Al-Taawoun, squadra dell'Arabia Saudita.

### Nazionale
Il suo esordio con la maglia della nazionale risale al 1996, contro la Russia. Tuttavia in maglia verdeoro disputò solo 10 partite con una rete, mentre con l'under 20 era riuscito a conquistare il titolo mondiale nel 1993.

## Statistiche

### Presenze e reti nei club
Tra club e Nazionale maggiore, Jardel ha giocato globalmente 557 partite segnando 396 reti, alla media di 0,71 gol a partita.
Statistiche aggiornate al termine della carriera da calciatore.
| Stagione                | Squadra                 | Campionato              | Campionato | Campionato | Coppe nazionali | Coppe nazionali | Coppe nazionali | Coppe continentali | Coppe continentali | Coppe continentali | Altre coppe | Altre coppe | Altre coppe | Totale | Totale |
| Stagione                | Squadra                 | Comp                    | Pres       | Reti       | Comp            | Pres            | Reti            | Comp               | Pres               | Reti               | Comp        | Pres        | Reti        | Pres   | Reti   |
| ----------------------- | ----------------------- | ----------------------- | ---------- | ---------- | --------------- | --------------- | --------------- | ------------------ | ------------------ | ------------------ | ----------- | ----------- | ----------- | ------ | ------ |
| 1992                    | Vasco da Gama           | A1/RJ+A                 | 2+0        | 1+0        | CB              | -               | -               | -                  | -                  | -                  | -           | -           | -           | 2      | 1      |
| 1993                    | Vasco da Gama           | A1/RJ+A                 | 14+2       | 7+0        | CB              | 3               | 0               | -                  | -                  | -                  | RSP         | 4           | 2           | 23     | 9      |
| 1994                    | Vasco da Gama           | A1/RJ+A                 | 14+13      | 4+3        | CB              | 7               | 3               | -                  | -                  | -                  | -           | -           | -           | 34     | 10     |
| Totale Vasco da Gama    | Totale Vasco da Gama    | Totale Vasco da Gama    | 30+15      | 12+3       |                 | 10              | 3               |                    | -                  | -                  |             | 4           | 2           | 59     | 20     |
| 1995                    | Grêmio                  | PD/RS+A                 | 14+13      | 14+10      | CB              | 10              | 4               | CL+SS              | 14+4               | 12+4               | CI          | 1           | 0           | 56     | 44     |
| gen.-lug. 1996          | Grêmio                  | PD/RS+A                 | 7+0        | 8+0        | CB              | 6               | 1               | CL                 | 6                  | 4                  | RS          | 1           | 1           | 20     | 14     |
| Totale Grêmio           | Totale Grêmio           | Totale Grêmio           | 21+13      | 22+10      |                 | 16              | 5               |                    | 24                 | 20                 |             | 2           | 1           | 76     | 58     |
| 1996-1997               | Porto                   | PD                      | 31         | 30         | CP              | 4               | 1               | UCL                | 8                  | 4                  | SP          | 1           | 0           | 44     | 35     |
| 1997-1998               | Porto                   | PD                      | 30         | 26         | CP              | 4               | 10              | UCL                | 5                  | 3                  | SP          | 2           | 0           | 41     | 39     |
| 1998-1999               | Porto                   | PD                      | 32         | 36         | CP              | 0               | 0               | UCL                | 6                  | 2                  | SP          | 1           | 0           | 39     | 38     |
| 1999-2000               | Porto                   | PL                      | 32         | 38         | CP              | 5               | 6               | UCL                | 13                 | 10                 | SP          | 1           | 2           | 51     | 56     |
| Totale Porto            | Totale Porto            | Totale Porto            | 125        | 130        |                 | 13              | 17              |                    | 32                 | 19                 |             | 5           | 2           | 175    | 168    |
| 2000-2001               | Galatasaray             | SL                      | 24         | 22         | CT              | 2               | 1               | UCL                | 16                 | 9                  | SU          | 1           | 2           | 43     | 34     |
| 2001-2002               | Sporting Lisbona        | PL                      | 30         | 42         | CP              | 6               | 7               | CU                 | 6                  | 6                  | -           | -           | -           | 42     | 55     |
| 2002-2003               | Sporting Lisbona        | PL                      | 19         | 11         | CP              | 2               | 1               | UCL+CU             | -                  | -                  | SP          | -           | -           | 21     | 12     |
| Totale Sporting Lisbona | Totale Sporting Lisbona | Totale Sporting Lisbona | 49         | 53         |                 | 8               | 8               |                    | 6                  | 6                  |             | -           | -           | 63     | 67     |
| lug.-dic. 2003          | Bolton                  | PL                      | 7          | 0          | FA Cup+FLC      | 1+4             | 0+3             | -                  | -                  | -                  | -           | -           | -           | 12     | 3      |
| gen.-giu. 2004          | Ancona                  | A                       | 3          | 0          | CI              | -               | -               | -                  | -                  | -                  | -           | -           | -           | 3      | 0      |
| lug.-dic. 2004          | Newell's Old Boys       | PD                      | 3          | 0          | -               | -               | -               | -                  | -                  | -                  | -           | -           | -           | 3      | 0      |
| gen.-feb. 2005          | Alavés                  | SDB                     | -          | -          | CR              | -               | -               | -                  | -                  | -                  | -           | -           | -           | -      | -      |
| set.-dic. 2005          | Goiás                   | A1/CG+A                 | 0+4        | 0+1        | -               | -               | -               | -                  | -                  | -                  | -           | -           | -           | 4      | 1      |
| gen.-giu. 2006          | Goiás                   | A1/CG+A                 | 3+0        | 1+0        | -               | -               | -               | CL                 | 1                  | 0                  | -           | -           | -           | 4      | 1      |
| Totale Goiás            | Totale Goiás            | Totale Goiás            | 3+4        | 1+1        |                 | -               | -               |                    | 1                  | 0                  |             | -           | -           | 8      | 2      |
| 2006-gen. 2007          | Beira-Mar               | PL                      | 12         | 3          | CP              | 1               | 1               | -                  | -                  | -                  | -           | -           | -           | 13     | 4      |
| gen.-giu. 2007          | Anorthosis Famagosta    | A                       | 7          | 3          | CP              | -               | -               | -                  | -                  | -                  | -           | -           | -           | 7      | 3      |
| ago.-dic. 2007          | Newcastle Jets          | AL                      | 11         | 0          | -               | -               | -               | -                  | -                  | -                  | -           | -           | -           | 11     | 0      |
| lug.-dic. 2008          | Criciúma                | B                       | 17         | 6          | CB              | -               | -               | -                  | -                  | -                  | -           | -           | -           | 17     | 6      |
| feb.-ago. 2009          | Ferroviário             | A1/CC+D                 | 1++6       | 1++5       | -               | -               | -               | -                  | -                  | -                  | -           | -           | -           | 6      | 5      |
| ago.-ott. 2009          | América                 | A3/CC                   | 11         | 8          | -               | -               | -               | -                  | -                  | -                  | -           | -           | -           | 11     | 8      |
| gen.-giu. 2010          | Flamengo                | A1/CP                   | 16         | 12         | CB              | 1               | 0               | -                  | -                  | -                  | -           | -           | -           | 17     | 12     |
| lug.-dic. 2010          | Černo More Varna        | A PFG                   | 8          | 1          | CB              | -               | -               | -                  | -                  | -                  | -           | -           | -           | 8      | 1      |
| 2011                    | Rio Negro               | A1/CA                   | 13         | 4          | -               | -               | -               | -                  | -                  | -                  | -           | -           | -           | 13     | 4      |
| Totale carriera         | Totale carriera         | Totale carriera         | 398        | 294        |                 | 58              | 40              |                    | 79                 | 54                 |             | 12          | 7           | 547    | 395    |

### Cronologia presenze e reti in nazionale
| Cronologia completa delle presenze e delle reti in nazionale ― Brasile | Cronologia completa delle presenze e delle reti in nazionale ― Brasile | Cronologia completa delle presenze e delle reti in nazionale ― Brasile | Cronologia completa delle presenze e delle reti in nazionale ― Brasile | Cronologia completa delle presenze e delle reti in nazionale ― Brasile | Cronologia completa delle presenze e delle reti in nazionale ― Brasile | Cronologia completa delle presenze e delle reti in nazionale ― Brasile | Cronologia completa delle presenze e delle reti in nazionale ― Brasile |
| Data                                                                   | Città                                                                  | In casa                                                                | Risultato                                                              | Ospiti                                                                 | Competizione                                                           | Reti                                                                   | Note                                                                   |
| ---------------------------------------------------------------------- | ---------------------------------------------------------------------- | ---------------------------------------------------------------------- | ---------------------------------------------------------------------- | ---------------------------------------------------------------------- | ---------------------------------------------------------------------- | ---------------------------------------------------------------------- | ---------------------------------------------------------------------- |
| 28-8-1996                                                              | Mosca                                                                  | Russia                                                                 | 2 – 2                                                                  | Brasile                                                                | Amichevole                                                             | -                                                                      | 88’                                                                    |
| 31-8-1996                                                              | Amsterdam                                                              | Paesi Bassi                                                            | 2 – 2                                                                  | Brasile                                                                | Amichevole                                                             | -                                                                      | 86’                                                                    |
| 2-4-1997                                                               | Brasilia                                                               | Brasile                                                                | 4 – 0                                                                  | Cile                                                                   | Amichevole                                                             | -                                                                      | Ingresso                                                               |
| 28-3-1999                                                              | Seul                                                                   | Corea del Sud                                                          | 1 – 0                                                                  | Brasile                                                                | Amichevole                                                             | -                                                                      | 65’                                                                    |
| 13-11-1999                                                             | Vigo                                                                   | Spagna                                                                 | 0 – 0                                                                  | Brasile                                                                | Amichevole                                                             | -                                                                      | 14’                                                                    |
| 23-2-2000                                                              | Bangkok                                                                | Thailandia                                                             | 0 – 7                                                                  | Brasile                                                                | Amichevole                                                             | 1                                                                      | 46’                                                                    |
| 28-3-2000                                                              | Bogotà                                                                 | Colombia                                                               | 0 – 0                                                                  | Brasile                                                                | Qual. Mondiali 2002                                                    | -                                                                      | 46’                                                                    |
| 1-7-2001                                                               | Montevideo                                                             | Uruguay                                                                | 1 – 0                                                                  | Brasile                                                                | Qual. Mondiali 2002                                                    | -                                                                      | 74’                                                                    |
| 12-7-2001                                                              | Cali                                                                   | Brasile                                                                | 0 – 1                                                                  | Messico                                                                | Coppa America 2001 - 1º turno                                          | -                                                                      | 46’                                                                    |
| 23-7-2001                                                              | Manizales                                                              | Honduras                                                               | 2 – 0                                                                  | Brasile                                                                | Coppa America 2001 - Quarti di finale                                  | -                                                                      | 65’                                                                    |
| Totale                                                                 |                                                                        | Presenze                                                               | 10                                                                     |                                                                        | Reti                                                                   | 1                                                                      |                                                                        |

| Cronologia completa delle presenze e delle reti in nazionale ― Brasile under 20 | Cronologia completa delle presenze e delle reti in nazionale ― Brasile under 20 | Cronologia completa delle presenze e delle reti in nazionale ― Brasile under 20 | Cronologia completa delle presenze e delle reti in nazionale ― Brasile under 20 | Cronologia completa delle presenze e delle reti in nazionale ― Brasile under 20 | Cronologia completa delle presenze e delle reti in nazionale ― Brasile under 20 | Cronologia completa delle presenze e delle reti in nazionale ― Brasile under 20 | Cronologia completa delle presenze e delle reti in nazionale ― Brasile under 20 |
| Data                                                                            | Città                                                                           | In casa                                                                         | Risultato                                                                       | Ospiti                                                                          | Competizione                                                                    | Reti                                                                            | Note                                                                            |
| ------------------------------------------------------------------------------- | ------------------------------------------------------------------------------- | ------------------------------------------------------------------------------- | ------------------------------------------------------------------------------- | ------------------------------------------------------------------------------- | ------------------------------------------------------------------------------- | ------------------------------------------------------------------------------- | ------------------------------------------------------------------------------- |
| 11-3-1993                                                                       | Adelaide                                                                        | Norvegia under 20                                                               | 0 – 2                                                                           | Brasile under 20                                                                | Mondiali Under-20 1993 - 1º turno                                               | -                                                                               | 78’                                                                             |
| Totale                                                                          |                                                                                 | Presenze                                                                        | 1                                                                               |                                                                                 | Reti                                                                            | 0                                                                               |                                                                                 |

## Palmarès

### Club

#### Competizioni statali
- Campionato Carioca: 2

Vasco da Gama: 1993, 1994
- Taça Rio: 1

Vasco da Gama: 1993
- Taça Guanabara: 1

Vasco da Gama: 1994
- Campionato Gaúcho: 2

Grêmio: 1995, 1996

#### Competizioni nazionali
- Supercoppa di Portogallo: 4

Porto: 1996, 1998, 1999
Sporting Lisbona: 2002
- Campionato portoghese: 4

Porto: 1996-1997, 1997-1998, 1998-1999
Sporting Lisbona: 2001-2002
- Coppa del Portogallo: 3

Porto: 1997-1998, 1999-2000
Sporting Lisbona: 2001-2002
- Campionato argentino: 1

Newell's Old Boys: 2004
- Coppa di Cipro: 1

Anorthosis: 2006-2007

#### Competizioni internazionali
- Coppa Libertadores: 1

Grêmio: 1995
- Recopa Sudamericana: 1

Grêmio: 1996
- Supercoppa UEFA: 1

Galatasaray: 2000

### Nazionale
- Campionato mondiale Under-20: 1

Australia 1993

### Individuale
- Scarpa d'oro: 2

1999, 2002
- Capocannoniere del campionato portoghese: 5

1996-1997 (30 gol), 1997-1998 (26 gol), 1998-1999 (36 gol), 1999-2000 (38 gol), 2001-2002 (42 gol)
- Capocannoniere della Copa Libertadores: 1

1995 (12 gol)
- Capocannoniere della Coppa di Portogallo: 3

1997-1998 (10 gol), 1999-2000 (6 gol), 2001-2002 (7 gol)
- Capocannoniere della Champions League: 2

1999-2000 (10 gol, a pari merito con Raúl e Rivaldo), 2000-2001 (7 gol, a pari merito con Raúl)
- Calciatore portoghese dell'anno: 1

2002